# Biserica Sfântul Nicolae din Movile
Biserica „Sfântul Nicolae” este un monument istoric aflat pe teritoriul satului Movile; comuna Iacobeni. 

## Istoric și trăsături
Se presupune că biserica din Movile ar fi ctitoria negustorilor brașoveni Radu Bogdan și Dumitru Orghidan, prin asemănarea cu biserica ortodoxă din Agnita, construirea între aceiași ani, și faptul că poartă același hram. Ea a fost construită în anul 1796 (an care este sculptat în rama ușii de la intrarea în biserică), pe locul unei biserici mai vechi din lemn. Are formă de navă și a fost construită din piatră și cărămidă. Turnul bisericii adăpostește trei clopote și are o înălțime de 15 metri. Altarul este despărțit de restul bisericii printr-un perete de zid. Naosul este acoperit de o cupolă din cărămidă din care veghează Pantocratorul. Pronaosul, locul rezervat femeilor, este despărțit de naos prin două coloane pe care sunt pictați proroci. 
Reparații la pereții interiori,exteriori și la acoperiș s-au efectuat în anul 1955, preot fiind Seicean Apolinarie.
Pictura, executată de pictorul Stăniț Aurel, este de dată relativ recentă, lucrările fiind începute în vara anului 1990 și terminate un an mai târziu. La casa parohială există o colecție de obiecte bisericești.

## Imagini

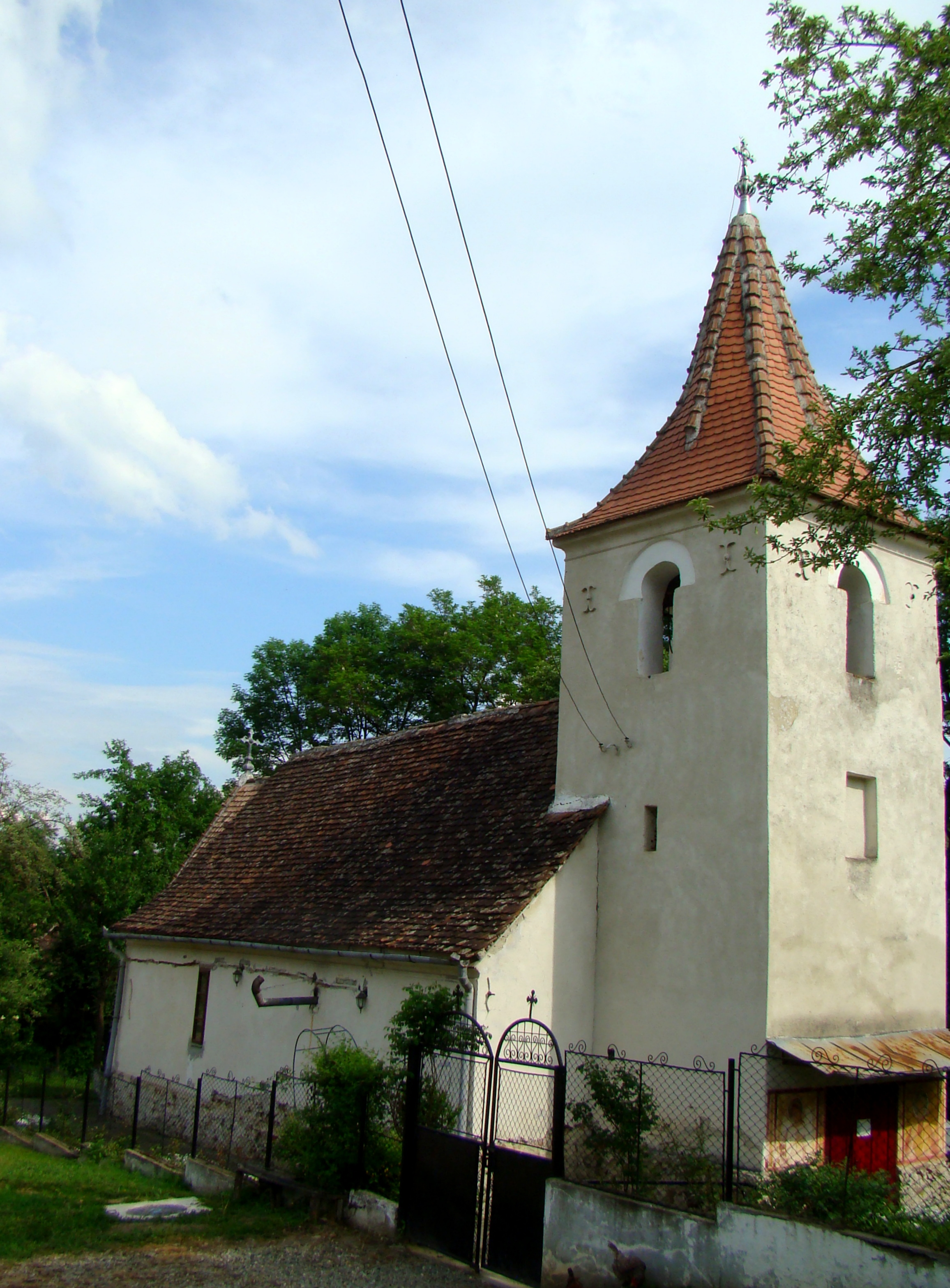
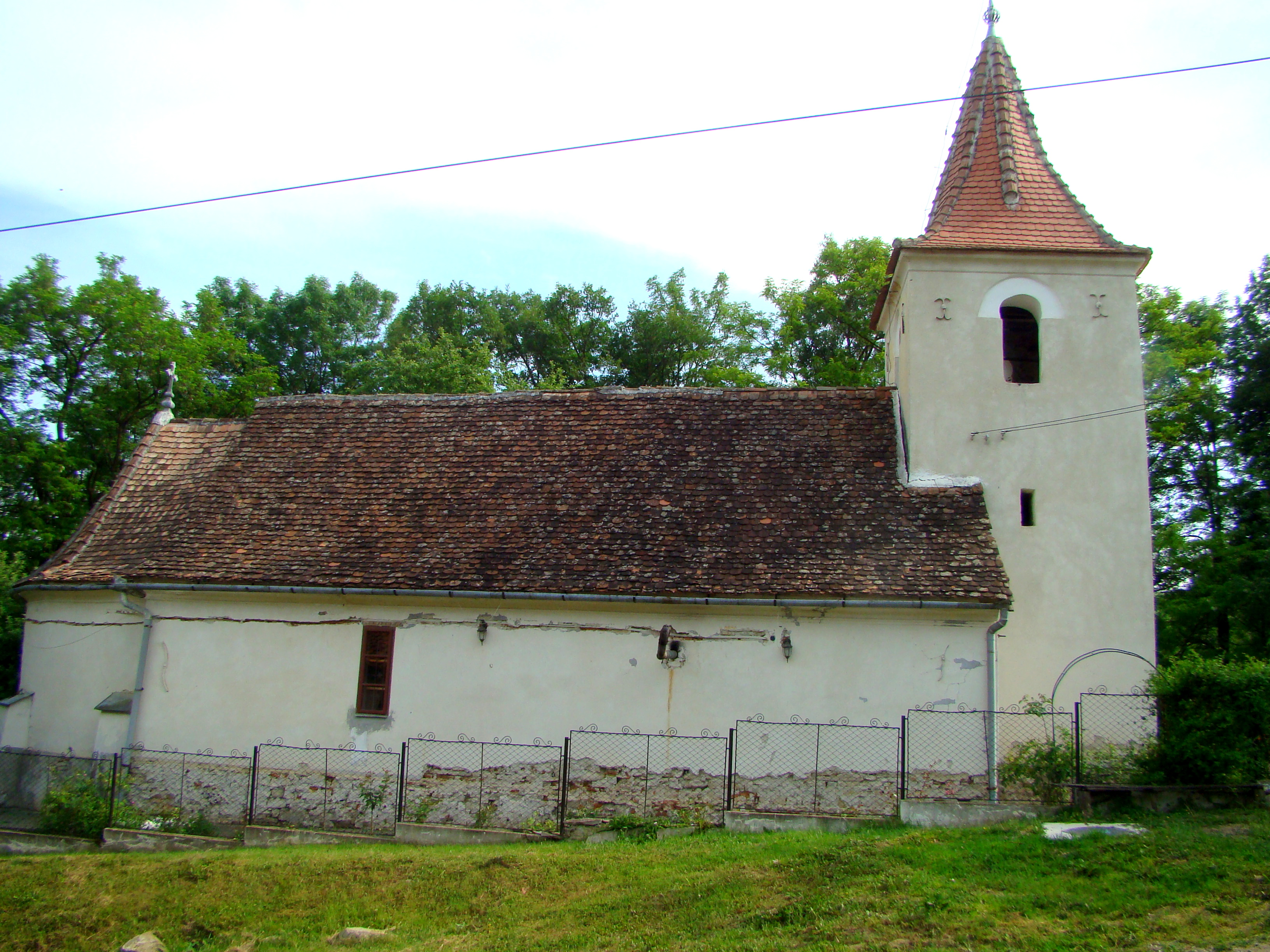
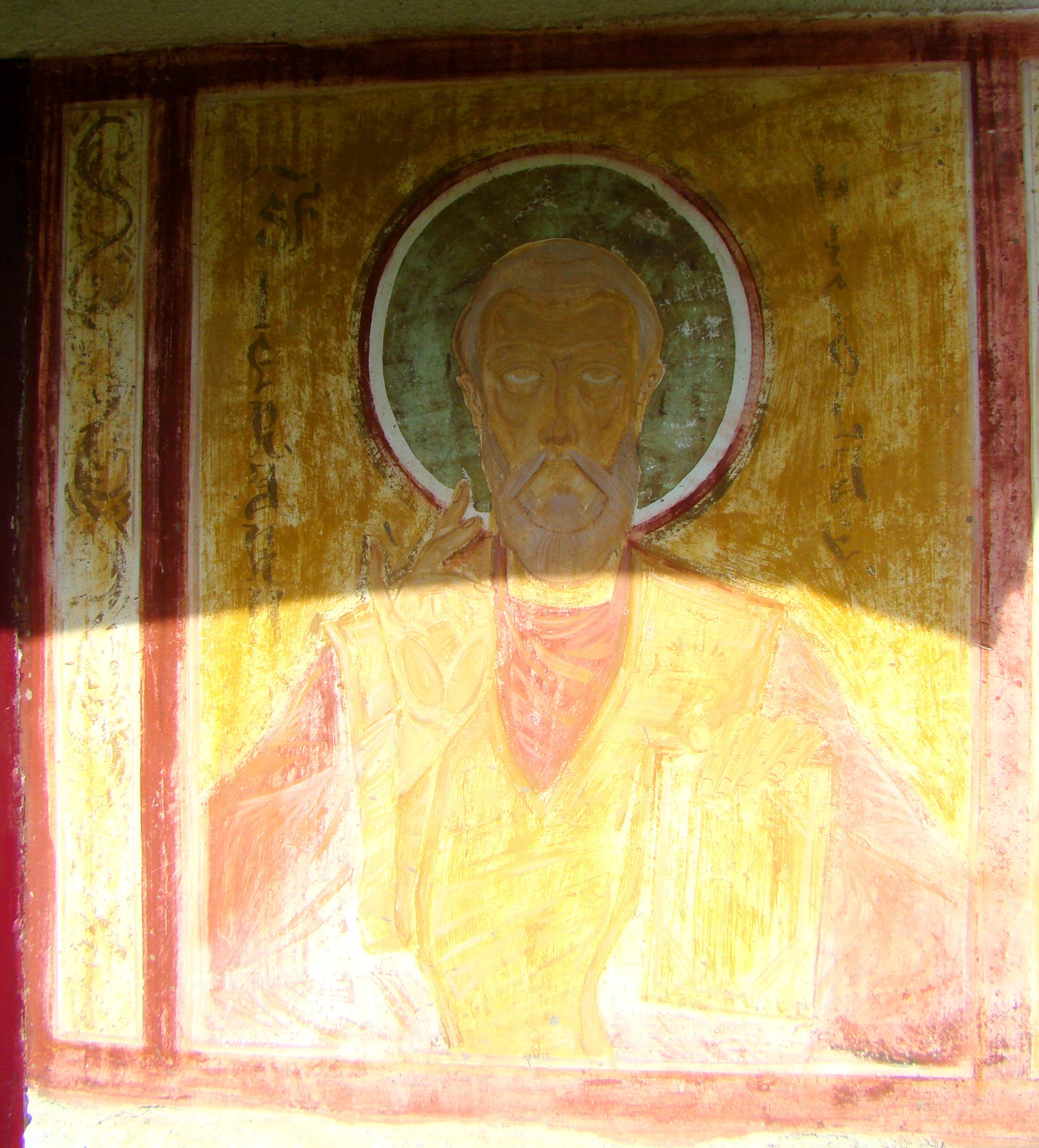
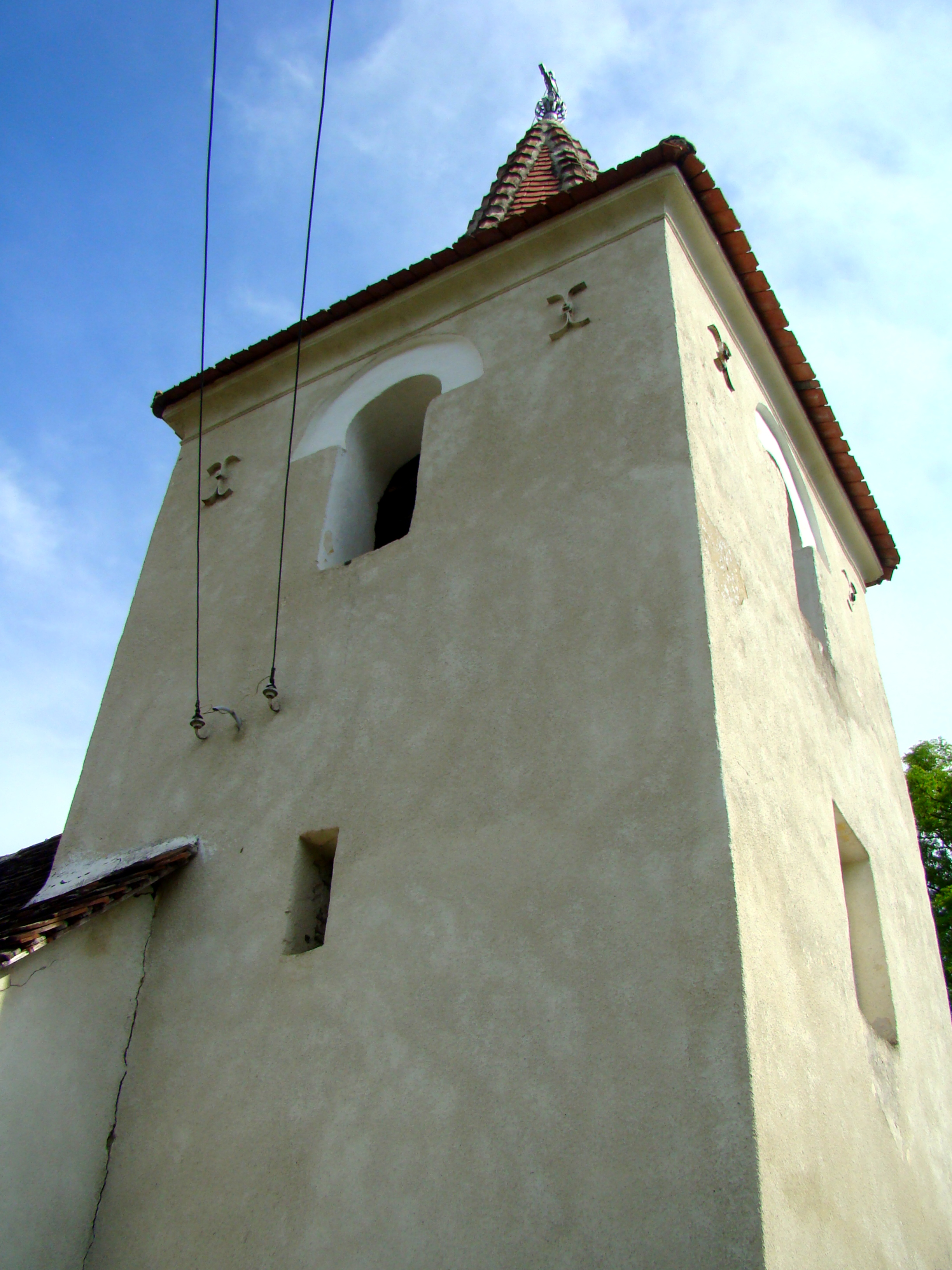
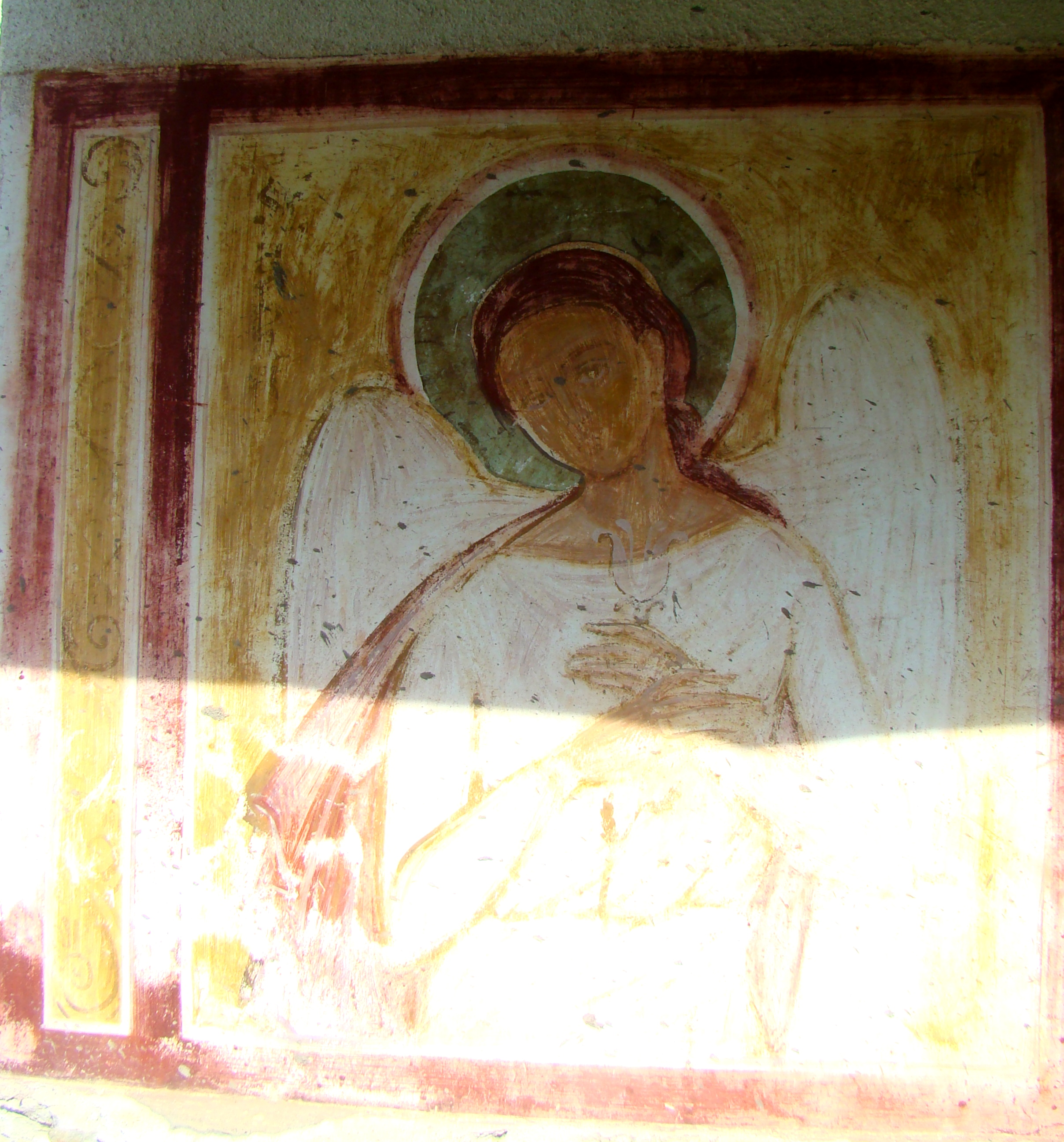
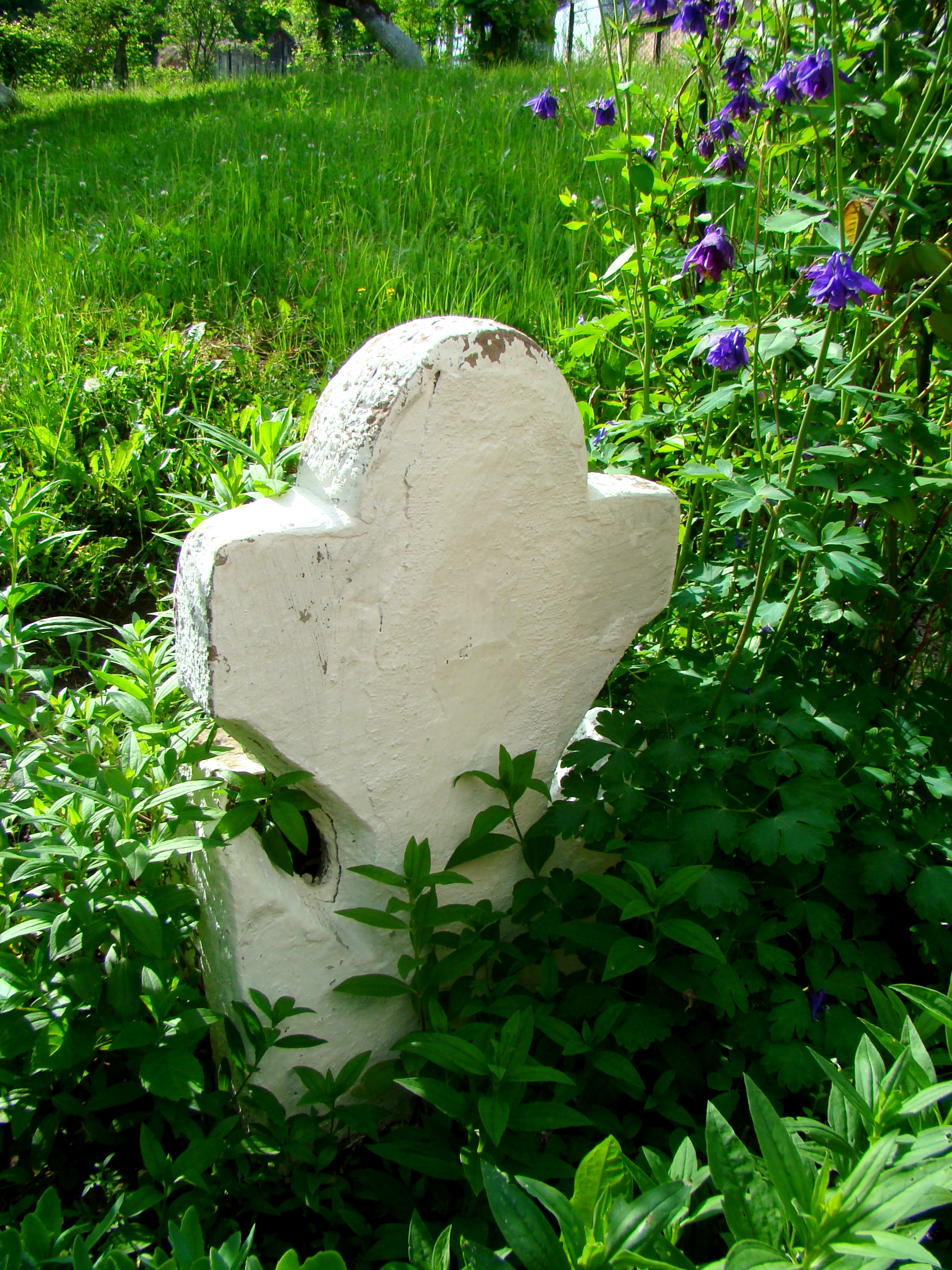
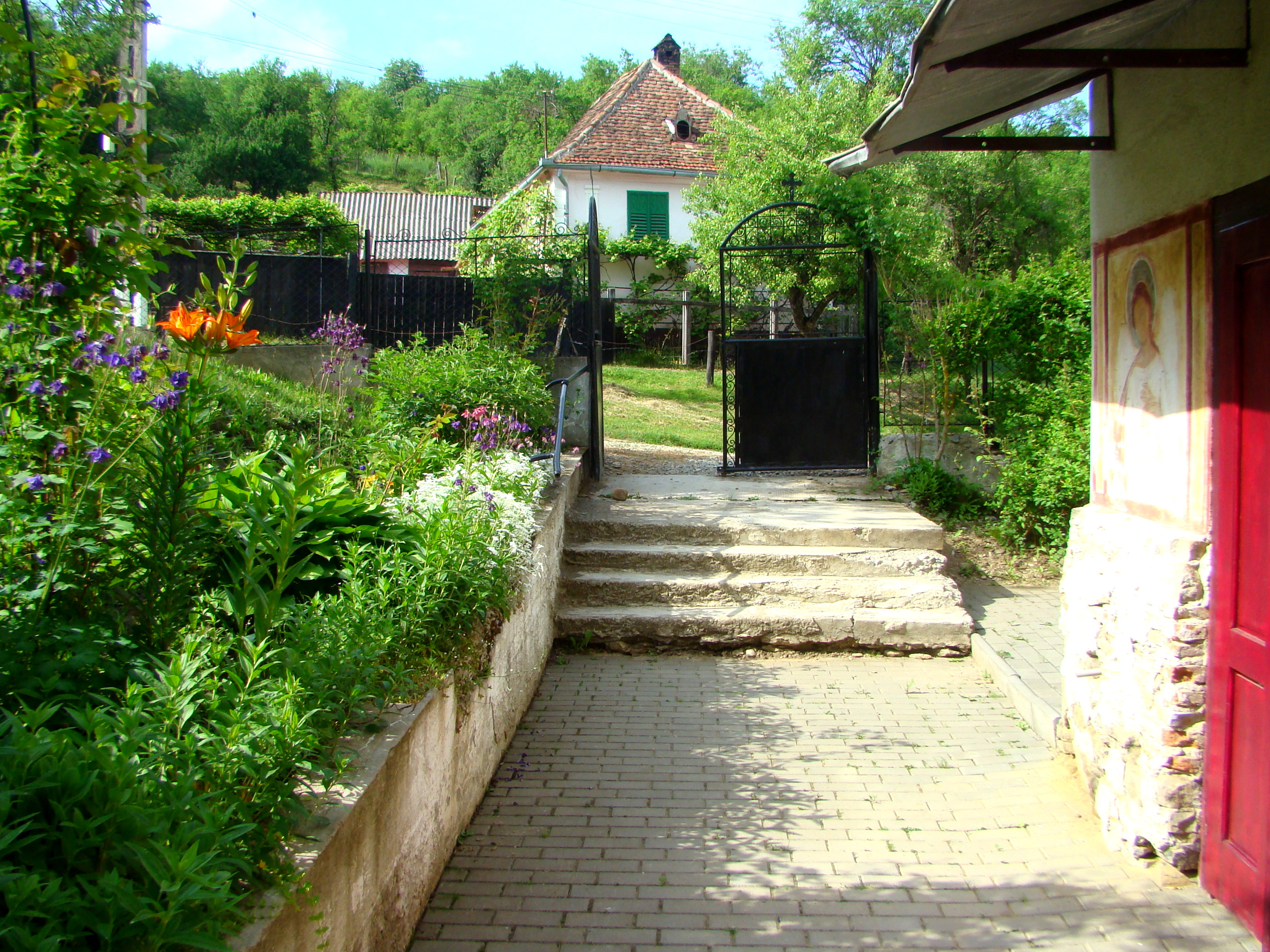
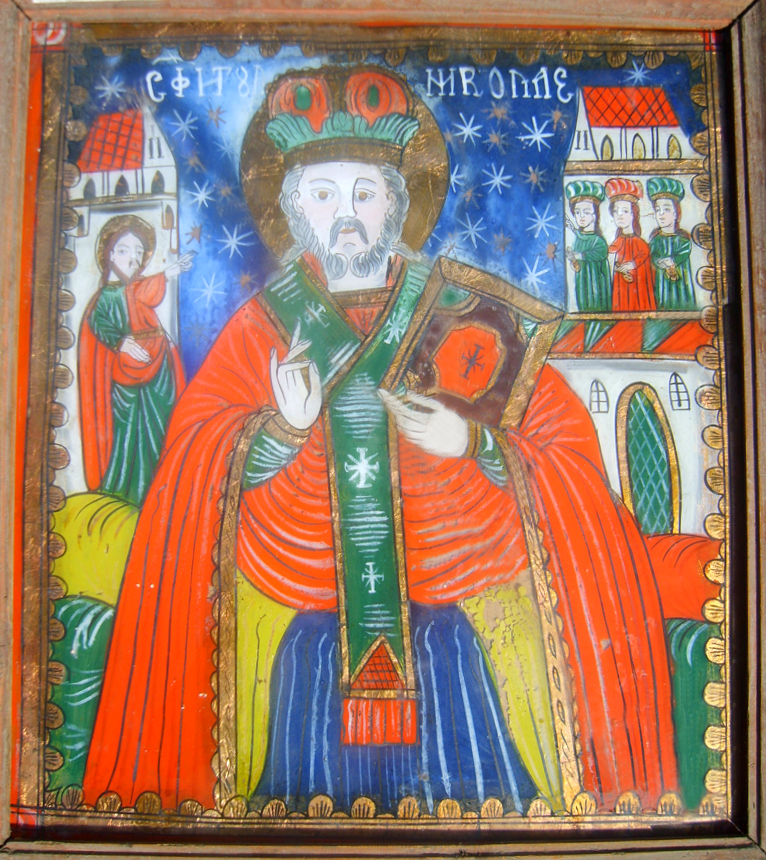
Icoana Sfântul Nicolae
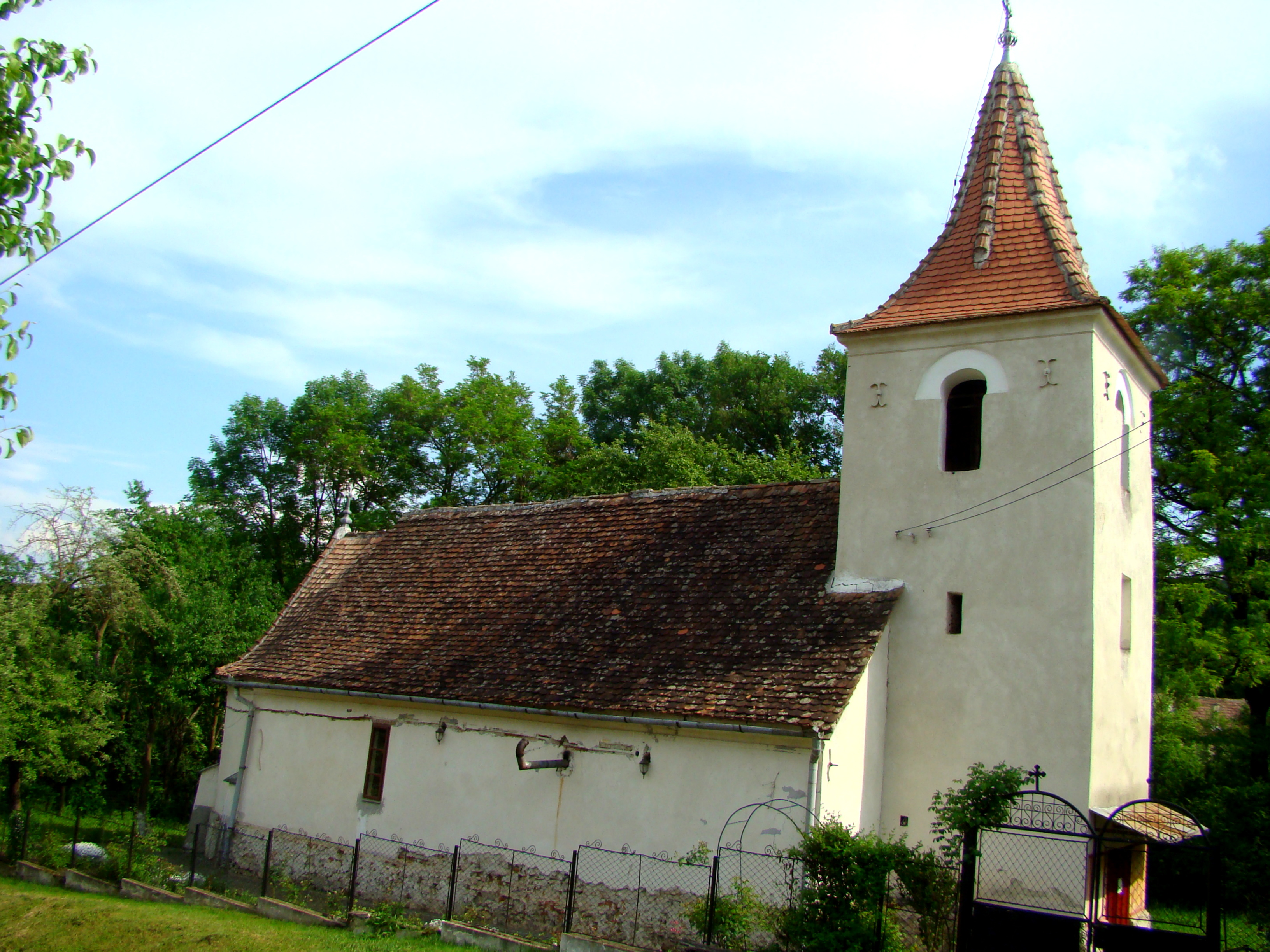
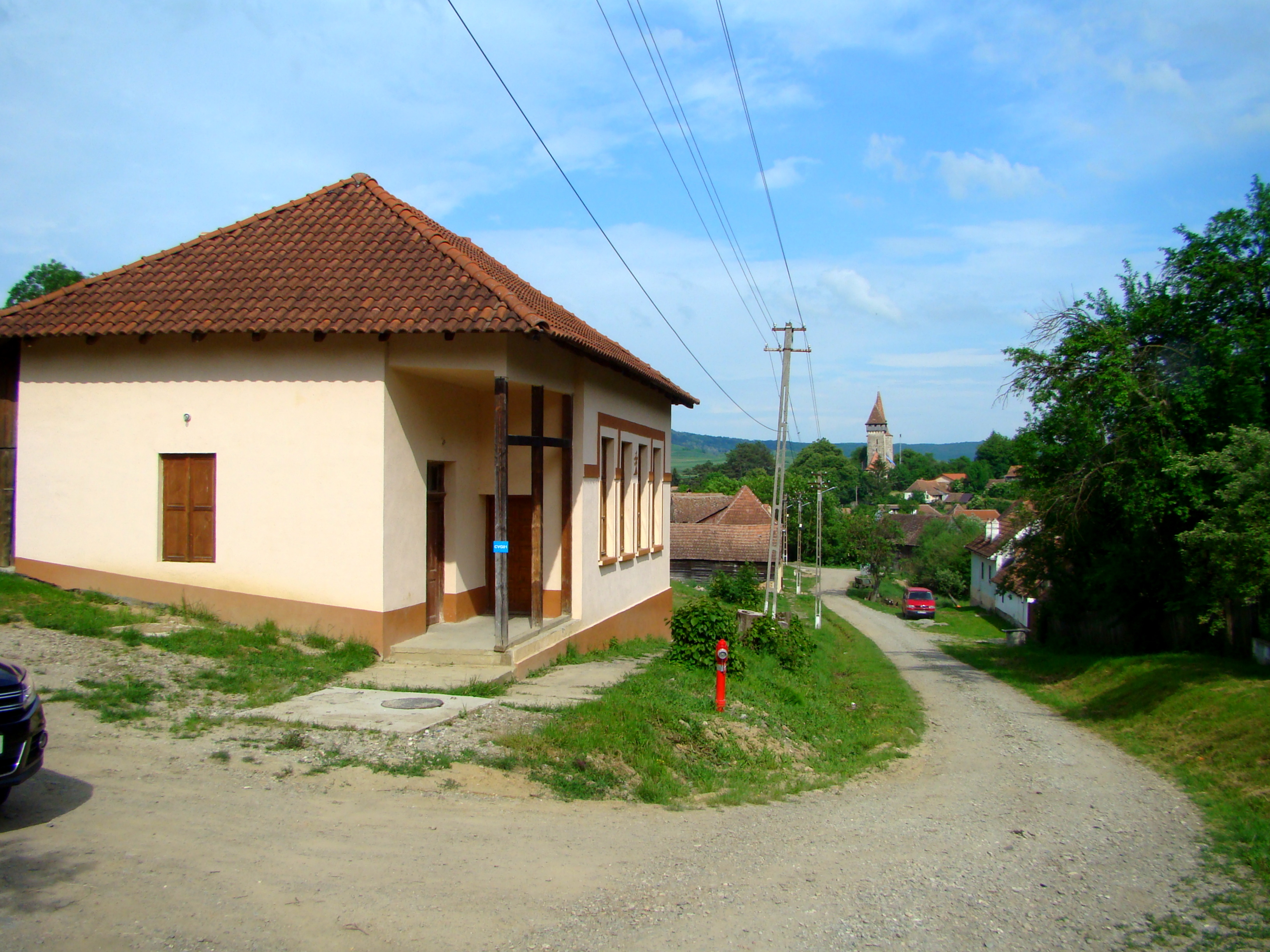
Drumul spre biserică